# Segunda batalla de Tarragona
La segunda batalla de Tarragona en 1641 fue uno de los episodios del Sitio de Tarragona, durante la sublevación de Cataluña.

## Antecedentes
Poco después de la revuelta que supuso el Corpus de Sangre, el ejército de Felipe IV ocupó Tortosa y Tarragona, y el 17 de enero de 1641, ante la alarmante penetración del ejército castellano, Pau Claris, al frente de la Generalidad de Cataluña, proclamó la República Catalana acordando una alianza política y militar con Francia, poniendo Cataluña bajo la obediencia de Luis XIII de Francia. Pocos días después, con la ayuda del ejército francés, la Generalidad obtuvo una importante victoria militar en la batalla de Montjuic del 26 de enero de 1641, y las tropas castellanas se retiraban a Tarragona.
El 4 de mayo de 1641, el grupo francés de Henri d'Escoubleau de Sourdis se presentó delante de Tarragona e inició el bloqueo de la ciudad con las tropas de tierra de Philippe de La Mothe-Houdancourt. Durante los meses de mayo y junio, se luchó en los alrededores de Tarragona; el Fuerte de Salou cayó en poder de los franceses el 9 de mayo y batalla de Constantí se libró el 13 de mayo. Después de ser derrotados del 30 de junio al 4 de julio de 1641 en la primera batalla de Tarragona, los españoles construyeron una nueva escuadra comandada de nuevo por García Álvarez de Toledo y Mendoza.

## La batalla
Con órdenes de levantar el asedio de Tarragona, García Álvarez de Toledo y Mendoza pudo disponer de la Armada del Océano, la principal de las armadas españolas, que se concentró en Vinaroz con 30 galeones y fragatas, 4 pataches y 65 transportes de provisiones, a los que se sumaron las 29 galeras supervivientes de la anterior batalla de Tarragona.
La flota española llegó a Tarragona el 20 de agosto, y la francesa salió del puerto y abrió fuego sobre ella de manera que las galeras y los transportes entraron en el puerto, descargaron y volvieron, mientras los barcos grandes combatían durante todo el día, dañando los barcos pero sin hundir alguno. Finalmente, la escuadra francesa se retiró y el 25 de agosto volvería definitivamente a Francia.

## Consecuencias
La escuadra de García Álvarez de Toledo y Mendoza aprovisionó Rosas, Perpiñán y Collioure y volvió a Tarragona, de donde el ejército franco-catalán ya se había retirado, esquivando Barcelona.
Las tropas que asediaban la ciudad se situaron en la Cuenca de Barberá para poder detener entradas españolas tanto desde Lérida como de Tarragona, y en invierno saquearon Tamarit de Llitera y levantaron el Sitio de Almenar.
La presencia de la flota francesa en Barcelona impidió que los refuerzos españoles y las provisiones llegaran al norte del Principado, lo que facilitó la ocupación francesa de las villas y fortalezas que todavía quedaban en manos castellanas (Perpiñán y Rosas).